# Seinsheim
Seinsheim település Németországban, azon belül Bajorországban. Lakosainak száma 1075 fő (2023. december 31.).

## Népesség
A település népessége az elmúlt években az alábbi módon változott:
| Lakosok száma | 1201 | 488  | 1066 | 1068 | 1057 | 1059 | 1055 | 1054 | 1085 | 1075 |
|               | 1970 | 1975 | 2011 | 2012 | 2014 | 2015 | 2017 | 2019 | 2022 | 2023 |